# Aleksander Dubiński
Aleksander Dubiński (22. května 1924, Trakai – 23. září 2002, Varšava) byl polský turkolog a orientalista karaimské národnosti.
Po druhé světové válce jako vysídlenec nalezl nový domov v Polsku. Mnoho let působil jako výzkumný pracovník Orientálního ústavu Varšavské univerzity, stejně jako mnoho let byl tajemníkem rady karaimské náboženské společnosti v Polsku. Je pohřben na karaimském hřbitově ve Varšavě.

## Publikace
- 1994: Caraimica : prace karaimoznawcze
- 1986: Tatarzy polscy : dzieje, obrzędy, legendy, tradycje
- 1983: Słownik turecko-polski, polsko-turecki